# Andrzej Wydrzyński

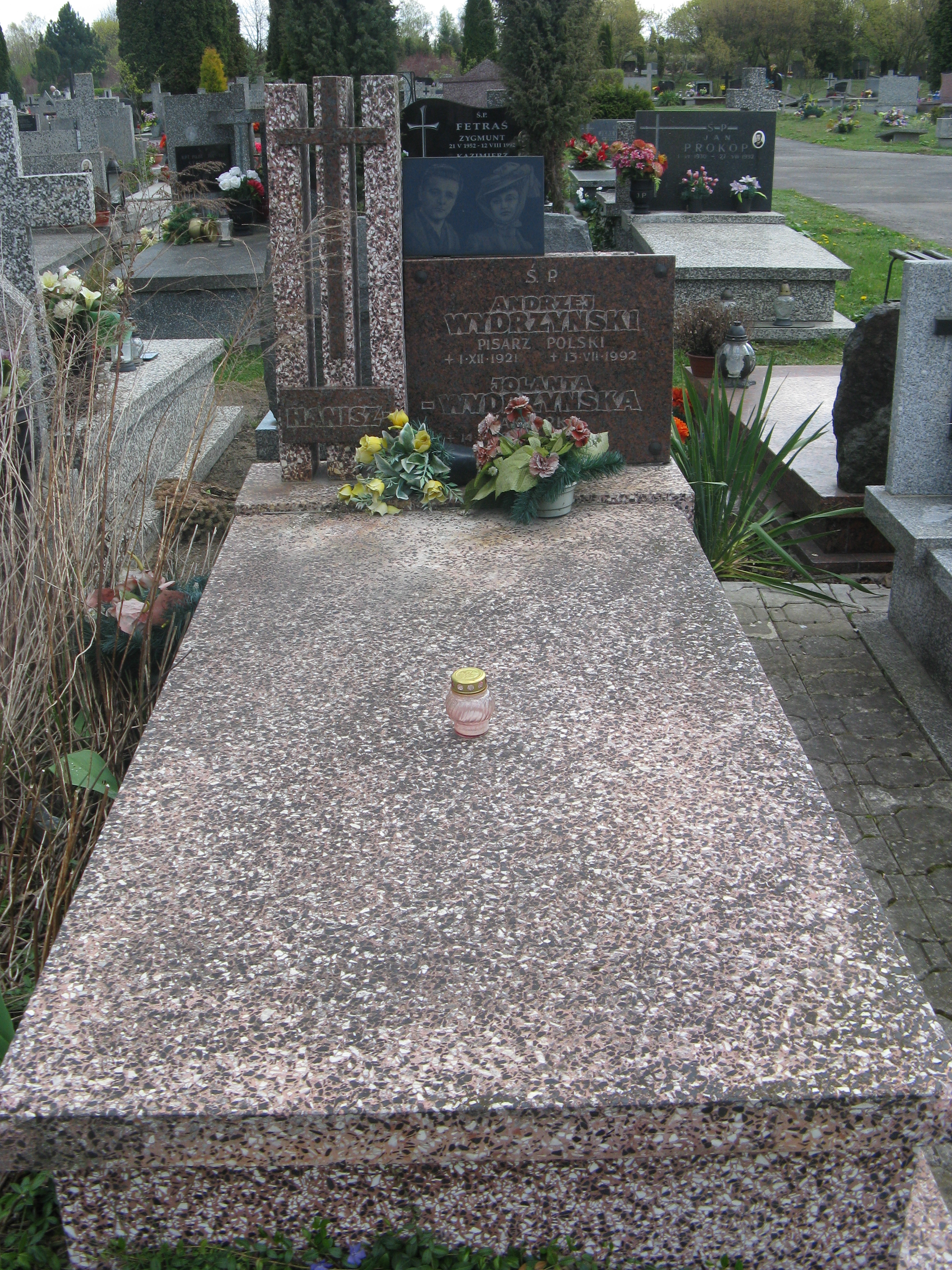
Grób Andrzeja Wydrzyńskiego na Cmentarzu Komunalnym Północnym

Andrzej Wydrzyński (pseudonimy Artur Morena, Mike W. Kerrigan; ur. 1 grudnia 1921 w Czarnokonieckiej Woli w województwie tarnopolskim, powiat Kopyczyńce (obecnie obwód tarnopolski), zm. 13 lipca 1992 w Warszawie) – polski pisarz, publicysta i reżyser teatralny.

## Życiorys
Studiował filologię polską oraz filozofię na Uniwersytecie Jana Kazimierza we Lwowie. Jako publicysta debiutował w 1939 roku.
W czasie II wojny światowej był więziony w obozach koncentracyjnych. Po 1945 osiadł na Górnym Śląsku. Ukończył studia reżyserskie. Pracował m.in. jako kierownik literacki Teatru im. Stanisława Wyspiańskiego w Katowicach. Inscenizował również słuchowiska radiowe, spektakle teatralne i telewizyjne.
Pod pseudonimami Artur Morena lub Mike W. Kerrigan wydał także kilka powieści sensacyjnych, wojennych oraz typowych kryminałów z gatunku "polskiej powieści milicyjnej". Dwie z tych powieści zostały zekranizowane, a Wydrzyński był autorem scenariuszy obu filmów.

## Powieści kryminalne
- Arlekin
- Cień śmierci
- Ciudad Trujillo (political fiction)
- Czas zatrzymuje się dla umarłych[1]
- Malowidło przedstawiające kochanków
- Odwrócone niebo
- Plama ciemności
- Porwanie Brett Macroft
- Pościg
- Ptaki z sadzy
- Tylko ta jedna noc
- Umarli rzucają cień[2]
- Umrzesz o północy
- Urok gry
- Zamach na Nowy Jork